# Mahmoodia mirabilis
Mahmoodia mirabilis är en insektsart som beskrevs av Irena Dworakowska 1970. Mahmoodia mirabilis ingår i släktet Mahmoodia och familjen dvärgstritar. Inga underarter finns listade i Catalogue of Life.